# Мойша (Муреш)
Мойша (рум. Moișa) — село у повіті Муреш в Румунії. Входить до складу комуни Глодень.
Село розташоване на відстані 278 км на північний захід від Бухареста, 15 км на північ від Тиргу-Муреша, 71 км на схід від Клуж-Напоки, 141 км на північний захід від Брашова.

## Населення
За даними перепису населення 2002 року у селі проживали 359 осіб, з них 353 особи (98,3%) румунів. Рідною мовою 356 осіб (99,2%) назвали румунську.